# New England (North Dakota)
New England ist ein Ort im Hettinger County im US-Bundesstaat North Dakota, der im Jahre 1887 gegründet wurde.
New England liegt bei 46° 32' 24” nördlicher Breite, 102° 51' 56” westlicher Länge und hat nach dem United States Census Bureau eine Fläche von 1,3 km² sowie im Jahr 2020 683 Einwohner.

## Demographie
Beim United States Census 2000 wurden in New England 555 Einwohner in 266 Haushalten und 155 Familien gezählt. Die Bevölkerungsdichte betrug 428,6 Einwohner/km². Die Zahl der Wohneinheiten war 320, das entspricht einer Dichte von 247,1 Wohnungen/km². Der Zensus von 2020 gibt für New England 683 Einwohner an.
Die Einwohner bestanden im Jahre 2000 zu 98,20 % aus Weißen,  0,54 % Native American und 0,36 % Asiaten; 0,90 % stammten von zwei oder mehr Rassen ab. 0,36 % der Bevölkerung gaben beim Census an, Hispanos oder Latinos zu sein.
In 21,8 % der Haushalte lebten Kinder unter 18 Jahren und in 52,6 % der Haushalte lebten verheiratete Paare zusammen, 3,0 % der Haushalte hatten einen weiblichen Haushaltsvorstand ohne anwesenden Ehemann und 41,4 % der Haushalte bildeten keine Familien. 38,7 % aller Haushalte bestanden aus Einzelpersonen und in 21,4 % war jemand im Alter von 65 Jahren oder älter alleinlebend. Die durchschnittliche Haushaltsgröße war 2,08 Personen und die durchschnittliche Familie bestand aus 2,77 Personen.
Von der Einwohnerschaft waren 20,7 % weniger als 18 Jahre alt, 4,3 % entfielen auf die Altersgruppe von 18 bis 24 Jahre, 20,4 % waren zwischen 25 und 44 Jahre alt und 30,5 % zwischen 45 und 64 Jahre. 24,1 % waren 65 Jahre alt oder älter. Das Durchschnittsalter war 48 Jahre. Auf jeweils 100 Frauen entfielen 88,8 Männer; bei den über 18-Jährigen entfielen auf 100 Frauen jeweils 92,1 Männer.
Das Durchschnittseinkommen pro Haushalt betrug 30.764 US-$ und das mittlere Familieneinkommen war 39.063 US-$. Die Männer verfügten durchschnittlich über ein Einkommen von 30.357 US-$, gegenüber 16.667 US-$ für Frauen. Das Pro-Kopf-Einkommen belief sich auf 17.489US-$. Etwa 7,0 % der Familien und 7,4 % der Bevölkerung lebten unterhalb der Armutsgrenze; dies betraf 6,8 % derer unter 18 Jahren und 10,6 % der Altersgruppe 65 Jahre oder älter.